# やるヌキッ!
『やるヌキッ!』は、2002年4月から2004年3月までテレビ東京で放送されていた深夜バラエティ番組である。タイトルは「やるせなすの抜き打ち人間調査」から来ている。

## 番組概要
毎週1人（または2人）のアイドルを3時間だけ隠しカメラで追跡する（該当者には事前に「1ヶ月以内の3時間だけ追跡」と言うことを伝えて承諾をもらっている）。終了後に追跡していたことをばらし、やるせなす石井の点数である「石井的点数」が発表される。しかし追跡していることが途中でばれるとその時点で調査終了。2003年3月にスポパラ枠に上がり、タイトルもやるヌキッ祭に変更したが、2004年3月をもって終了した。

## 放送時間
- やるヌキッ!（2002年4月5日～2003年3月28日）：金曜日25：00～25：30
- やるヌキッ祭（2003年3月31日～2004年3月29日）：月曜日24：09～24：50（「スポパラ」枠）

## 出演者
- やるせなす
  - 石井康太（追跡ネーム：コウタ）
  - 中村豪（追跡ネーム：ツヨシ）
- 浅香唯（追跡ネーム：ユイ）

3人は毎週変装をすることがお決まりとなっている。
- ターゲットのアイドル
- AMEMIYA(エロシンガーZ役)

- ナレーション
  - 田中良典 他

## 主な人間調査
- 夜のテクニック（バナナおばちゃん）

新商品と偽りバナナアイスを食べさせ、"夜のテクニック"を調査する。
- 欲求不満（ペッティングカップル）

通称「ペディカポ」。ディープ・キス（番組内ではペッティングと表現）を延々とし続けるカップルが登場し、欲求不満度を調査する。
- モッコリ（モッコリバカ一代）

股間をモッコリとさせたモッコリバカ一代が登場し、男性に対する興味を調査する。浅香唯お気に入り。
- 下ネタ（エロシンガーZ）

ストリートミュージシャン・エロシンガーZがハレンチソング（下ネタの替え歌）の反応で、性に対する興味を調査する。最後にかならず「ぜってーに売れてやる!」の決めゼリフを残し去っていく。
- アブノーマル（モラシスト）

お漏らしをする男性の反応をみて、アブノーマル度をチェックする（偽物であり実際にお漏らしはしていない）。2003年12月20日放送分にて、区のスケート場でのお漏らしの映像を見て「区のスケート場でのお漏らしの映像を放送した」と区役所職員から抗議が来たため終了。
- 母性本能（こ☆まいける）

こ☆まいけるが登場し赤ん坊の人形を抱き踊りながらターゲットに近寄る・・・当時マイケル・ジャクソンがファンに息子を見せる為窓からぶら下げて見せる事件があった。
赤ん坊をあやすかどうか？の、母性本能度をチェック。
- SM（亀甲メン）

亀甲縛りされた男性がターゲットの前に現れSなのかMなのかを調査する。
- 催眠術（セクハラマリック）

催眠術でセクハラ行為、見て見ぬフリをして感度パワーを調べる。
- 悪魔超人（ゴウトウダー）

正義感を調べる為の数少ない悪魔超人。
- 音感（音痴マン）

音痴な歌を歌い、反応を見て音感度を調査する。
- オカルト（エクソシストマン）

ブリッジをしたまま歩き回り、オカルト好き度を調べる。

## その他のコーナー
- 無人島探検競技

男女2組が動物の着ぐるみを着て、いろいろな種目に挑戦する。最初は頭をとって競技に参加してもよかったが2回目からは着ぐるみの頭をとっては危険というルールが追加されたため、そのままの姿で種目をやった。

## スタッフ
- ディレクター : 原田浩司
- 演出 : 藤代賢二
- プロデューサー : 大和田宇一（ワタナベエンターテインメント）、辻村たろう（NET WEB） ／ 三沢大助（テレビ東京）
- 技術協力 : 麻布プラザ
- 美術協力 : フジアール
- 制作協力 : NET WEB
- 製作 : テレビ東京、ワタナベエンターテインメント